# Лавунов, Пётр Павлович
Пётр Павлович Лавунов (1910 год, дер. Клетня, Брянский уезд, Орловская губерния, Российская империя — 25 октября 1997) — советский партийный и государственный деятель, председатель Амурского областного исполнительного комитета (1965—1971).

## Биография
Член ВКП(б) с 1940 г. Окончил Карачижско-Крыловский лесной техникум, в 1937 г. — Ленинградскую лесотехническую академию имени С. М. Кирова.
Трудовую деятельность начальником лесопункта Андреапольского леспромхоза в Калининской области. После получения высшего образования с дипломом инженера он был направлен на Московский автомобильный завод имени Лихачёва, где работал технологом, заместителем начальника, затем начальником технической части деревообрабатывающего цеха. 
Участник Великой Отечественной войны, воевал против японских милитаристов.
После демобилизации из армии работал инженером-контролёром, затем заместителем уполномоченного Госплана СССР по Хабаровскому краю. 
- 1949—1952 г. — председатель Амурской областной плановой комиссии. Здесь он работал председателем областной плановой комиссии,
- 1952—1959 гг. — первый заместитель председателя Исполнительного комитета Амурского областного Совета,
- 1959—1960 гг. — первый секретарь Белогорского городского комитета КПСС (Амурская область),
- 1960—1965 гг. — второй секретарь Амурского областного комитета КПСС,
- 1962—1964 гг. — председатель Бюро по промышленности и строительству Амурского областного комитета КПСС,
- 1965—1971 гг. — председатель исполнительного комитета Амурского областного Совета.

Избирался депутатом Верховного Совета РСФСР 6-7-го созывов. Являлся делегатом XXII съезда КПСС.